# Morašice (okres Chrudim)
Obec Morašice se nachází v okrese Chrudim, kraj Pardubický. Žije zde 816 obyvatel.

## Historie
První písemná zmínka o obci pochází z roku 1226. K roku 1349 se připomíná farní kostel sv. Víta jako plebánie a v době husitských válek zdejší duchovní správa zanikla, poté byl filiální do Rozhozovic. Ve 13. a 14. století ves držel vladycký rod pánů z Morašic, který v 15. s 16. století vystřídali páni z Ronovce, z nichž se jako první uvádí Jan Anděl z Ronovce v letech 1470–1491, po něm Hynek Anděl do roku 1534. Pravděpodobně oni dali tvrz přestavět na větší objekt uprostřed obce, západně od dosavadní stavby. Do roku 1538 se připomínají Hynkovi synové Zikmund a Burian, kteří při dělení otcovského majetku výslovně uvádějí tvrz, dvůr a ves.. Roku 1544 vše koupil Mikuláš Štítný ze Štítného, který zemřel roku 1550 a dědila po něm jeho dcera Johanka, provdaná za Petra Hamzu ze Zábědovic (†1557). Johanka se podruhé provdala za Prokopa Štítného a při převodu majetku dala vyhotovit popis tvrze. Byla to jednopatrová kamenná budova s arkádovým dvorem a hospodářskými budovami. Roku 1661 ves s popsanými stavbami koupil Jan hrabě Špork a připojil ji ke svému panství Heřmanův Městec. Zpustlou tvrz, sladovnu a pivovar dal zbořit a kámen použil na opravu hospodářského dvora.

## Pamětihodnosti

### Kostel svatého Víta
Kostel svatého Víta je vrcholně gotická stavba, jednolodní s trojbokým presbytářem a žebrovou klenbou z poloviny 14. století. Gotické jsou také severní vstupní portál, sanktuarium v presbytáři a zbytky nástěnných maleb. Kostel byl průběžně upravovaný: valená klenba lodi a kazatelna jsou barokní, dřevořezby čtyř evangelistů na kazatelně z doby kolem roku 1700; z barokního oltáře se dochoval obraz sv. Víta (mimo kostel), z roku 1684. V minulosti (cca do druhé poloviny 19. století) se v kostele sv. Víta nacházel epitaf někdejšího pána na Morašicích – Myslibora Hamzy ze Zábědovic. Obraz pochází nejspíše z roku 1617 a autorem byl zřejmě chrudimský malíř Matouš Radouš. Obraz byl nějaký čas vystaven v Chrudimském muzeu, kde jeho stopa mizí a o dalším osudu epitafu není známo.
Kolem roku 1879 byl kostel přestavěn, regotizován také jeho interiér a poslední patro hranolové věže. Vnitřní zařízení je většinou novogotické, hlavní oltář z roku 1893. Znakový náhrobní kámen Petra Hamzy († 1557) se dochoval zazděný na vnější straně chrámu, znakový náhrobek jeho syna Bořka Hamzy († 1557) a snad jeho dcery Markéty jsou zazděny v presbytáři.
Součástí nemovité kulturní památky je i hranolová stavba márnice a hřbitov s ohradní zdí.

### Další památky
Barokní sýpka byla stržena v květnu 2007, zůstalo z ní jen torzo jižní zdi a základy. Podle některých názorů šlo o přestavěnou věžovou tvrz ze 14. století rodu Bludů z Bludova a Morašic – předkové Žerotínů. Nebyl proveden stavebně historický průzkum, takže hypotézu nelze doložit.
Lokalita Na hrádku - jde o pahorek za farní budovou, který August Sedláček pokládal za pozůstatek zbořené tvrze. Týž uvádí u někdejšího panského dvorce zámek, v 17. století zpustlý.

## Části obce
- Morašice
- Holičky
- Janovice
- Skupice
- Zbyhněvice

V letech 1850–1879 a od 1. července 1965 do 31. srpna 1990 k obci patřil i Tržek.